# 11900 Spinoy
11900 Spinoy è un asteroide della fascia principale. Scoperto nel 1991, presenta un'orbita caratterizzata da un semiasse maggiore pari a 2,4096106 UA e da un'eccentricità di 0,1887790, inclinata di 3,40590° rispetto all'eclittica.